# Victim of Love (Bryan Adams)
Victim Of Love è un singolo del cantante canadese Bryan Adams, pubblicato nel 1987, estratto dall'album Into the Fire.
Il videoclip del brano musicale Victim of Love è stato diretto da Dominic Sena.

## Descrizione
Fu il terzo singolo ad essere pubblicato per l'album Into the Fire. Il testo del brano musicale Victim of Love parla di come un uomo sia prigioniero del risentimento e delle ferite che un amore passato gli ha portato. Le fotografie presenti nel libretto del singolo sono state realizzate da Anton Corbijn.

## Tracce
Testi e musiche di Bryan Adams e Jim Vallance.
1. Victim of Love – 4:07
2. Into the Fire – 4:41

## Formazione
- Bryan Adams – chitarra ritmica, voce
- Jim Vallance – tastiere, percussioni
- Ian Stanley – tastiere
- Keith Scott – chitarra solista
- Dave Pickell – pianoforte
- Dave Taylor – basso
- Mickey Curry – batteria

## Classifiche
| Classifica (1987)             | Posizione massima |
| ----------------------------- | ----------------- |
| Regno Unito                   | 20                |
| Stati Uniti                   | 32                |
| Stati Uniti (mainstream rock) | 10                |